# گل‌بهار (شهرستان آراوان)
گل‌بهار (به لاتین: Gulbakhor) یک منطقهٔ مسکونی در قرقیزستان است که در شهرستان آراوان واقع شده‌است. گل‌بهار ۷٬۷۱۸ نفر جمعیت دارد و ۱٬۰۱۹ متر بالاتر از سطح دریا واقع شده‌است.